# Kaplica św. Rocha w Widawie
Kaplica św. Rocha – rzymskokatolicka kaplica należąca do parafii Podwyższenia Krzyża Świętego w Widawie. Znajduje się na cmentarzu grzebalnym przy ul. Rocha.
Kaplica znajduje się w centralnej części widawskiego cmentarza, na wzniesieniu. Została zbudowana z cegły dzięki staraniom księdza Stanisława Maniewskiego w 1893 roku na miejscu poprzedniej, spalonej, wzniesionej z drewna modrzewiowego w pierwszej połowie XVII wieku. Do wyposażenia kaplicy należą: drewniany ołtarz ozdobiony rzeźbami przedstawiającymi postać św. Rocha, ambonka i chórek.
W kaplicy odprawiane są Msze Święte w dniach:
- 16 sierpnia - z racji przypadającego wtedy święta patrona - św. Rocha,
- 1 listopada - z racji przypadającej wtedy Uroczystości Wszystkich Świętych.

Od 2020 r. w kaplicy odprawiane są Msze Święte pogrzebowe, które dotychczas odprawiane były w Kościele Podwyższenia Krzyża Świętego.